# Kazakistan ai XXIV Giochi olimpici invernali
Il Kazakistan ha partecipato ai XXIV Giochi olimpici invernali, che si sono svolti dal 4 al 20 febbraio 2022 a Pechino in Cina, con una delegazione composta da 34 atleti.

## Delegazione
| Sport                   | Donne | Uomini | Totale |
| ----------------------- | ----- | ------ | ------ |
| Biathlon                | 2     | 1      | 3      |
| Combinata nordica       | 1     | -      | 1      |
| Freestyle               | 3     | 6      | 9      |
| Pattinaggio di velocità | 3     | 2      | 5      |
| Salto con gli sci       | 2     | -      | 2      |
| Sci alpino              | 1     | 1      | 2      |
| Sci di fondo            | 2     | 5      | 7      |
| Short track             | 3     | 2      | 5      |
| Totale                  | 17    | 17     | 34     |

## Risultati

### Combinata nordica
| Atleta           | Evento             | Salto     | Salto | Salto     | Fondo   | Fondo            | Posizione |
| Atleta           | Evento             | Lunghezza | Punti | Posizione | Tempo   | Tempo + distacco | Posizione |
| ---------------- | ------------------ | --------- | ----- | --------- | ------- | ---------------- | --------- |
| Chingiz Rakparov | Trampolino normale | 79,5 m    | 69.9  | 38º       | 27'51"1 | 32'03"1          | 41º       |
| Chingiz Rakparov | Trampolino lungo   | 111,5 m   | 69.6  | 38º       | 30'07"5 | 34'48"5          | 43º       |

### Pattinaggio di velocità
Maschile
| Atleta          | Evento | Tempo    | Posizione |
| --------------- | ------ | -------- | --------- |
| Ivan Arzhanikov | 500 m  | 35"82    | 28º       |
| Denis Kuzin     | 1000 m | 1'10"077 | 23º       |
| Dmitriy Morozov | 1000 m | 1'09"61  | 17º       |
| Dmitriy Morozov | 1500 m | 1'47"01  | 18º       |

Femminile
| Atleta            | Evento | Tempo   | Posizione |
| ----------------- | ------ | ------- | --------- |
| Yekaterina Aidova | 500 m  | 38"54   | 20ª       |
| Yekaterina Aidova | 1000 m | 1'16"70 | 19ª       |
| Nadezhda Morozova | 1000 m | 1'55"20 | 6ª        |
| Yekaterina Aidova | 1500 m | 1'59"01 | 18ª       |
| Nadezhda Morozova | 1500 m | 1'56"85 | 14ª       |
| Nadezhda Morozova | 3000 m | 4'04"97 | 13ª       |

#### Mass start
| Atleta            | Evento               | Semifinale | Semifinale | Semifinale | Finale          | Finale          | Finale          |
| Atleta            | Evento               | Punti      | Tempo      | Posizione  | Punti           | Tempo           | Posizione       |
| ----------------- | -------------------- | ---------- | ---------- | ---------- | --------------- | --------------- | --------------- |
| Dmitriy Morozov   | Mass start maschile  | 2          | 8'08"73    | 10º        | Non qualificato | Non qualificato | Non qualificato |
| Nadezhda Morozova | Mass start femminile | 3          | 8'42"23    | 8ª Q       | 0               | 8'21"05         | 14ª             |

### Salto con gli sci
| Atleta           | Evento                      | Qualificazione | Qualificazione | Qualificazione | Finale          | Finale          | Finale          | Finale          | Finale          | Finale          | Finale          | Finale          |
| Atleta           | Evento                      | Qualificazione | Qualificazione | Qualificazione | Primo salto     | Primo salto     | Primo salto     | Secondo salto   | Secondo salto   | Secondo salto   | Totale          | Totale          |
| Atleta           | Evento                      | Lunghezza      | Punti          | Posizione      | Lunghezza       | Punti           | Posizione       | Lunghezza       | Punti           | Posizione       | Punti           | Posizione       |
| ---------------- | --------------------------- | -------------- | -------------- | -------------- | --------------- | --------------- | --------------- | --------------- | --------------- | --------------- | --------------- | --------------- |
| Sergey Tkachenko | Trampolino normale maschile | 68,0 m         | 43,1           | 50º Q          | 95,0 m          | 110,3           | 41º             | Non qualificato | Non qualificato | Non qualificato | Non qualificato | Non qualificato |
| Danil Vasil'ev   | Trampolino normale maschile | 70,5 m         | 46,2           | 49º Q          | 92,0 m          | 101,0           | 46º             | Non qualificato | Non qualificato | Non qualificato | Non qualificato | Non qualificato |
| Sergey Tkachenko | Trampolino lungo maschile   | 103,0 m        | 60,7           | 54º            | Non qualificato | Non qualificato | Non qualificato | Non qualificato | Non qualificato | Non qualificato | Non qualificato | Non qualificato |
| Danil Vasil'ev   | Trampolino lungo maschile   | 98,5 m         | 69,4           | 51º            | Non qualificato | Non qualificato | Non qualificato | Non qualificato | Non qualificato | Non qualificato | Non qualificato | Non qualificato |